# Почётный гражданин Владивостока
Почётный гражданин Владивосто́ка — почётное звание, учреждённое в целях признания выдающихся заслуг граждан перед городом Владивостоком.

## История
История почётного гражданства Владивостока берёт начало с конца XIX века. 12 июля 1886 года городская Дума Владивостока избрала первого Почётного гражданина города — им стал управляющий Военно-морским ведомством генерал-адъютант Иван Алексеевич Шестаков, посетивший в те дни город и окончательно решивший вопрос о сохранении порта на этом месте, а также способствовавший морскому сообщению между Владивостоком и европейской частью Российской империи судами Добровольного флота. Ровно через месяц звание Почётного гражданина Владивостока было присвоено Александру Фёдоровичу Фельдгаузену — первому военному губернатору Владивостока. В 1889 году Почётным гражданином стал первый приамурский генерал-губернатор генерал от инфантерии Андрей Николаевич Корф, а 3 июня 1897 года — военный губернатор Приморской области, Приамурский генерал-губернатор, инженер-генерал Павел Фёдорович Унтербергер. После этого присвоение почётного звания на долгие десятилетия прекратилось.
Почётное звание было возрождено по решению городского совета Владивостока лишь в марте 1967 года. 21 марта того же года звание было присвоено сразу восьми людям, среди которых были участники Гражданской и Советско-японская войн и передовики производства, в том числе Алексей Степанович Аллилуев, Пётр Илларионович Житников, Василий Григорьевич Новожилов и Иван Захарович Сидоров. В дальнейшем звание Почётного гражданина регулярно присваивалось знатным жителям города.

## Присуждение звания
Звание Почётного гражданина Владивостока может быть присуждено гражданам Российской Федерации и других стран, а также лицам без гражданства, и не зависит от факта рождения удостоенных его лиц в городе Владивостоке или проживания на его территории. Звание присуждается персонально и приурочивается к празднованию Дня города Владивостока. Оно не может быть присвоено посмертно или лицам имеющим судимость.

### Основания для присуждения
- Достижения гражданина в государственной, производственной, научно-исследовательской, социально-культурной и других областях деятельности, способствующей улучшению условий жизни населения города и социально-экономическому развитию Владивостока;
- Общепризнанный личный вклад в дело подготовки высококвалифицированных кадров, воспитание подрастающего поколения, духовное и нравственное развитие общества, поддержание законности и правопорядка;
- Проявление личного мужества и героизма на благо города Владивостока.

### Порядок присуждения
Решение о присуждении Звания принимается один раз в год на заседании Думы города Владивостока. Ежегодно Звание присваивается трём гражданам из числа представленных кандидатов.
Коллективы городских предприятий, учреждений и организаций, общественные объединения, Почётные граждане Владивостока и глава города Владивостока могут представить городской Думе для присвоения звания по одной кандидатуре.
Организацию работы по подготовке предложения о присвоении Звания осуществляет специально созданная комиссия из 9 человек. По результатам рассмотрения документов на присвоение Звания принимается заключение отдельно по каждому кандидату. По результатам заключения Комиссии вносится на рассмотрение предложение в Думу города Владивостока о присвоении Звания.
В случае, если ни один из кандидатов не набрал требуемого числа голосов, Звание не присваивается ни одному кандидату. В случае, если кандидаты набрали одинаковое число голосов, Звание присваивается кандидату, ранее предоставившему представление.
Награждение производится председателем Думы города Владивостока, главой города Владивостока в торжественной обстановке.

## Наградные атрибуты
Лицам, удостоенным Звания, вручается лента и деревянный футляр, обитый красным бархатом, который содержит удостоверение, диплом, медаль и нагрудный знак Почётного гражданина Владивостока.

### Медаль
Медаль «Почётный гражданин города Владивостока» изготовляется из металла медного цвета. В верхней части медали имеется поперечное отверстие длиной 80 мм для ленты. В центре медали эмалью наносится изображение герба города Владивостока в цвете.

### Нагрудный знак
Нагрудный знак Почётного гражданина Владивостока является уменьшенной в масштабе 1:2 копией медали. На задней стороне значка предусмотрена застёжка для крепления к одежде.

### Диплом
Диплом представляет собой папку, покрытую сверху красным коленкором. На правой лицевой части обложки отпечатана гравюра медали. Основной фон разворота диплома белый. На левой части разворота изображен вид города Владивостока в цвете.

### Удостоверение
Удостоверение является основным документом, подтверждающим Звание Почётного гражданина города Владивостока. Обложка удостоверения выполнена в красном цвете. На правой лицевой части обложки отпечатана гравюра медали. На левой лицевой части обложки надпись «Почётный гражданин города Владивостока».

### Книга
Биографические данные гражданина, удостоенного звания, заносится в специальную книгу «Книга Почётных граждан города Владивостока», которая хранится в Думе города Владивостока.
Обложка книги покрыта красным коленкором. На лицевой части обложки в центре надпись — «Книга Почётных граждан города Владивостока», с левой стороны переплет шнурком, по краям обрамление в виде переплетения линий. На первом форзаце с правой стороны вверху изображен герб города Владивостока на фоне неба с изображением верхней части Ростральной колонны в честь 100-летия города Владивостока.

### Доска почёта
Фамилия, имя, отчество и дата присвоения звания Почётного гражданина Владивостока также наносятся на специальную доску почёта, которая представляет собой прямоугольный мраморный щит, расположенный в историческом центре Владивостока. В центре Доски почета располагается надпись «Почётные граждане города Владивостока». В левой части размещается герб города Владивостока.

## Права и гарантии
Согласно закону, почётные граждане Владивостока имеют право на ежегодную единовременную денежную премию в размере 180000 рублей из средств бюджета Владивостокского городского округа, бесплатный проезд на городском транспорте, льготу по земельному налогу, внеочередное обслуживание муниципальными библиотеками Владивостока, а также участие в торжественных заседаниях и праздничных мероприятиях, проводимых во Владивостоке и внеочередной прием должностными лицами органов местного самоуправления.